# Ruslan Ponomarjov
Ruslan Ponomarjov (ukrainsk: Руслан Пономарьов; russisk: Русла́н Пономарёв) (født 11. oktober 1983) er en ukrainsk skakstormester. Han blev som 18-årig den første teenager til at blive verdensmester i skak, da han vandt FIDEs VM-turnering i 2002. Hans kælenavn i skakkredse er "Pono".
Han delte førstepladsen i Tal Memorial i 2006.